# 神仙郷

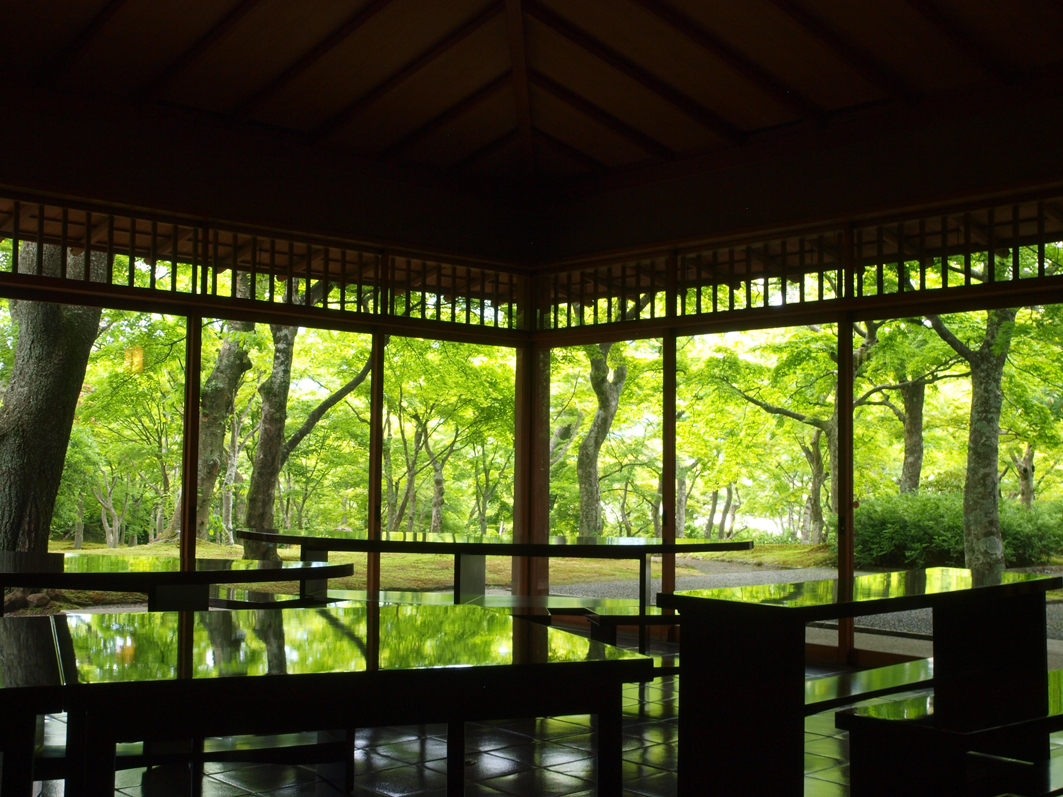
神仙郷、初夏の茶室からの景観

神仙郷（しんせんきょう）は、神奈川県足柄下郡箱根町にある近代庭園。昭和10年代から20年代にかけて、世界救世教の教祖・岡田茂吉が強羅地区の地形と地質を活かして理想郷として整備した。国の名勝に指定されている。

## 概要
強羅地区は箱根町のほぼ中央部に位置し、早雲山の山体崩壊による火砕流が形成した扇状地で、近代に発展した別荘地である。神仙郷はこの地域の標高約600 - 620メートルの斜面に、世界救世教の創始者である岡田茂吉が「地上天国のひな型（模型）」として、人々への公開を念頭に造営した。
1944年（昭和19年）に、岡田茂吉は実業家藤山雷太の旧別荘を入手して「神山荘（しんざんそう）」と命名。同じ年に、小田原電気鉄道（小田急箱根の前身）が開設していた強羅公園のうち、第二次世界大戦の為に荒廃していた和風庭園の部分や周辺の別荘用地なども買い足して「神仙郷」の造営を本格的に開始した。
庭園内には、「神山荘」のほかに「観山亭（かんざんてい）」、「萩の家(はぎのや)」、「日光殿（にっこうでん）」、茶室「山月庵（さんげつあん）」、「箱根美術館」などの建造物が建てられ、また露出する巨大な岩石を活かした「石楽園（せきらくえん）」、「観山亭」から下がる傾斜面の「萩の道（はぎのみち）」、「山月庵」周辺の「竹庭（たけにわ）」や「苔庭（こけにわ）」などがつくられたほか、早雲山の豪壮な山並みと相模湾の遥かな水平線を展望することができる。
強羅に独特の立地条件を活かしつつ、岡田茂吉が理想とした「地上天国」を具現化した庭園で、その意匠は独特で優れ、芸術上及び観賞上の価値、日本庭園史における学術上の価値が高いことが評価され、2013年（平成25年）に国の登録記念物（名勝地関係）に登録され、2021年（令和3年）3月には国の名勝に指定されている。

## 特徴
園内は、扇状地の斜面に造られた様々な建物の周囲に園池や滝、石組を築き、また一部は現地の岩石をそのまま景観の要素とするなど、強羅地区の地形と地質を活かした池泉庭園である。
神仙郷には箱根美術館など複数の建物が存在するが、園内を辿るにつれて見え隠れするよう庭園内の高所及びわずかに盛り上がる尾根の頂部を選んで巧みに配置され、建築のその周辺からは多彩な庭園の景色を望むことができ、箱根の最大の魅力とも言える早雲山の豪壮な山並みと相模湾の遥かな水平線を展望できるようにという造営意図が優れて実現されている。
また、苔庭には約200本のもみじが植えられており、紅葉シーズンの秋はテレビで紹介されることが多く、人気スポットとなっている。

## 沿革
- 1944年（昭和19年）　「神山荘」（実業家藤山雷太の旧別荘）を入手。
- 1946年（昭和21年）　「観山亭」を建造。
- 1947年（昭和22年）　「萩の家」を移築、「萩の道」を作庭。
- 1949年（昭和24年）　「早雲寮」（後の「日光殿」）建造。「石楽園」を作庭。
- 1950年（昭和25年）　「山月庵」を建造。「山月庵路地」を作庭。
- 1951年（昭和26年）　「竹庭」を作庭。
- 1952年（昭和27年）　「箱根美術館本館」「休憩所」を建造。「苔庭」を作庭。
- 1953年（昭和28年）　「箱根美術館別館」を建造[5]。

## 主な施設
神仙郷には国の登録有形文化財「神山荘」など、昭和初期の建築史を辿る上で貴重な建築物が多く残されている。なお、建築物のほとんどは通常、非公開となっている。
- 「神山荘」　実業家藤山雷太の旧別荘。巨岩を生かした建築仕様、船形の洋館の造りに特徴があり、大正初期の別荘建築を今に残す貴重な建物として、2001年（平成13年）に国の登録有形文化財に登録されている。

- 「観山亭」　岡田茂吉自ら設計したこけら葺き数寄屋建築。その後の増築では、昭和を代表する数寄屋建築家・吉田五十八が設計。数寄屋建築を現代に生かした意匠がある。

- 「萩の家」　隣接する強羅公園にあった貸別荘の一軒を移築した建物。

- 「箱根美術館」　1952年（昭和27年）6月に開館。箱根で最も古い美術館であり、岡田茂吉が生前に蒐集した東洋・日本美術のうち、陶磁器を公開している。国の登録有形文化財に登録されている。

- 「箱根美術館別館」　箱根美術館開館翌年の5月に建造。現在は、岡田茂吉の揮毫した書画や生涯や事業の紹介パネルが展示されている。国の登録有形文化財に登録されている。

- 「山月庵」　小間の天井は赤松の小丸太を使った格天井で、はざまに黒柿や桐、萩などがあしらわれ、茶室各部が厳選された材料で構成されるなど、格調の高い茶室。岡田茂吉の指示により、茶室作りの名匠として知られる、数寄屋師・三代目木村清兵衛が手掛けた。国の登録有形文化財に登録されている。

- 「日光殿」　数寄屋建築家・吉田五十八が設計。1,000人まで収容が可能で、信徒との面会のための参拝所として用いていたが、一流の芸能人を招いた多彩な演芸を催すなどの鑑賞ホールのような活用もされた。国の登録有形文化財に登録されている。

## 改修工事
「日光殿」と「山月庵」は、創建から70年を越え、老朽化に加え、2019年（令和元年）の台風19号の影響で痛みが生じたため、2020年（令和2年）12月から改修工事が進められている。現在、風雨からの保護をするための覆屋が施されており、外観を見ることは出来ない。

## 開館時間
開館時間
- 午前9時30分

閉館時間
- 12月 - 3月 ： 午後4時（入館締切午後3時30分迄）
- 4月 - 11月 ： 午後4時30分（入館締切午後4時迄）

休館日
- 毎週木曜日（祝日は開館）、年末年始〔11月は無休〕

## 交通アクセス
鉄道
- 小田急箱根鋼索線（箱根登山ケーブルカー）公園上駅下車すぐ。

自動車
- JR小田原駅より約40分。
- 東名御殿場インターチェンジより約25キロメートル。